# گوگجه قیا
گوگجه قیا، روستایی از توابع بخش مرکزی شهرستان زنجان در استان زنجان ایران است. در این روستا تپه گوگجه قیا قرار دارد که احتمالا مربوط به دوره هخامنشی یا دوره اشکانیان است.

## جمعیت
این روستا در دهستان قلتوق قرار دارد و براساس سرشماری مرکز آمار ایران در سال ۱۳۸۵، جمعیت آن ۹۱۹ نفر (۲۲۹خانوار) بوده‌است.